# Kostel svatého Bartoloměje (Cheb)

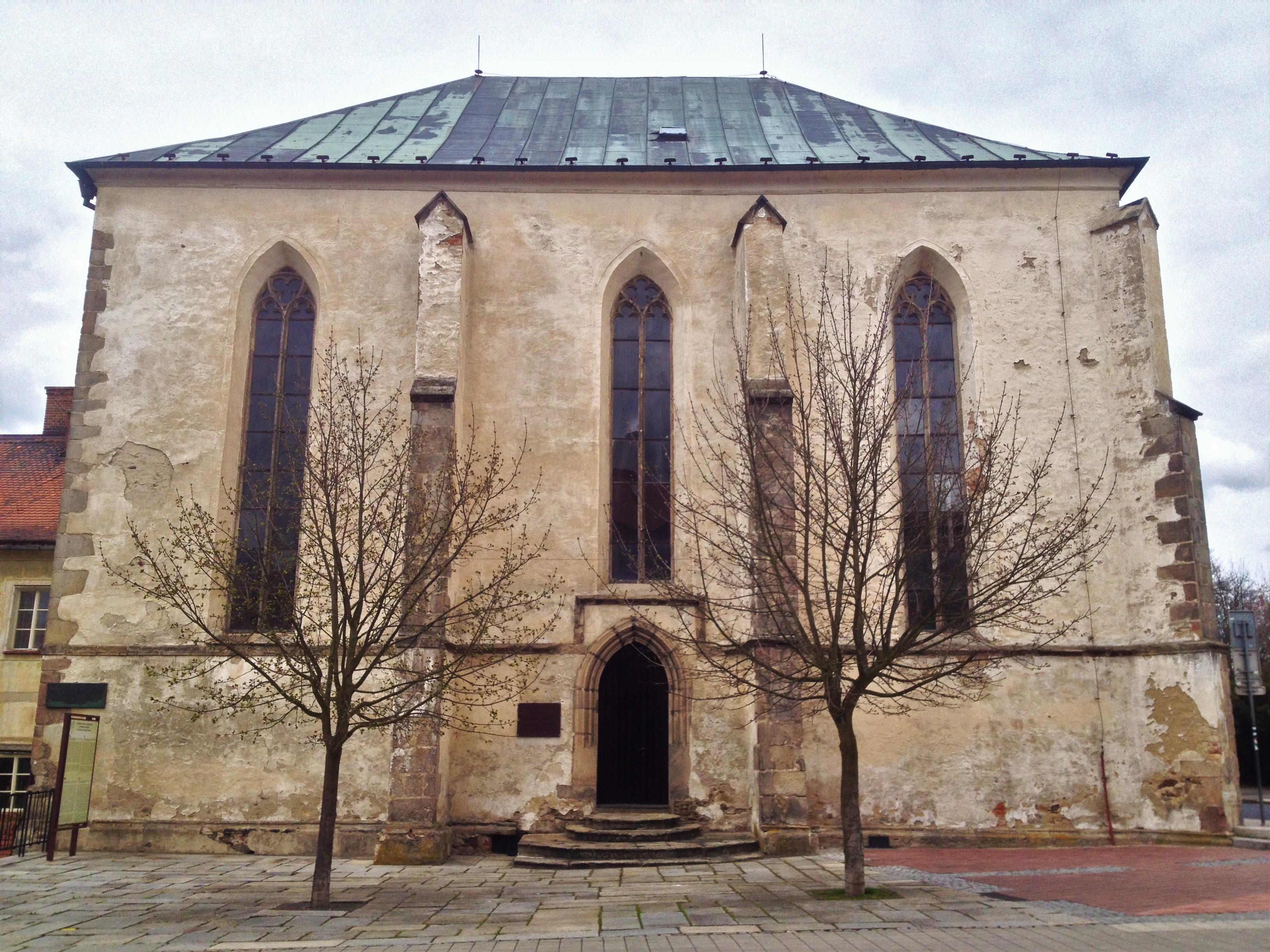
Kostel sv. Bartoloměje Cheb

Kostel svatého Bartoloměje je gotická stavba nacházející se v Chebu u Mostní brány, při břehu řeky Ohře. Původně byl na tomto místě vystaven městský špitál s kaplí sv. Ducha. Během celé historie kostel připadl do vlastnictví například i GAVU – Galerie výtvarných umění v Chebu. Dnes je ale opět navrácen řádu Křižovníků s červenou hvězdou.

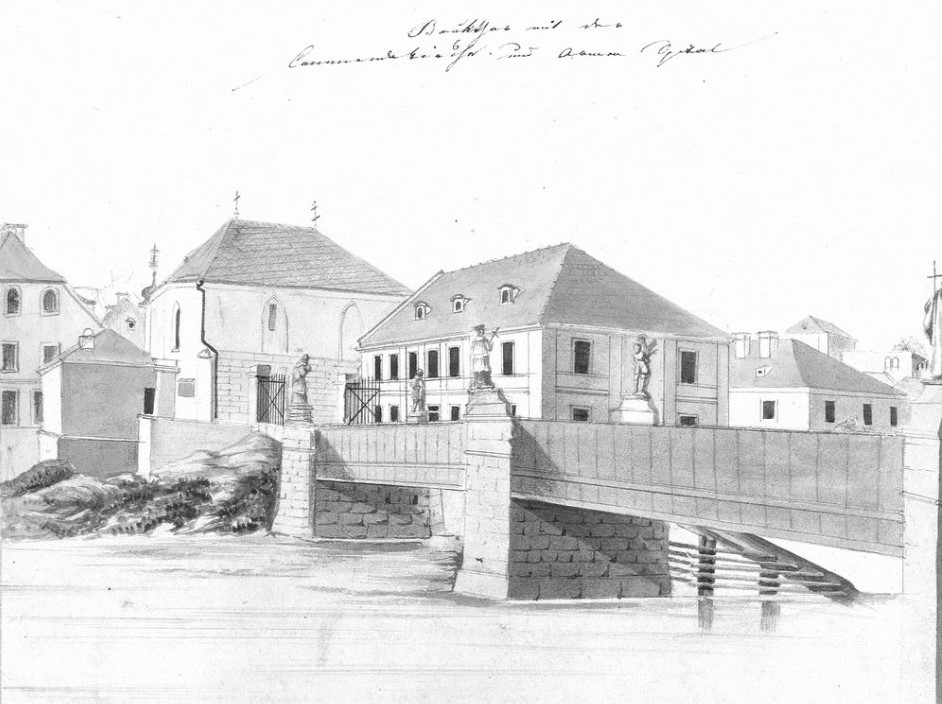
Pohled na kostel přes řeku, rok 1845

## Historie
Po velkém požáru města v roce 1270 nechal Přemysl Otakar II. postavit nový špitál s kostelem. Kaple svatého Ducha byla roku 1347 rozšířena o kapli sv. Václava, tuto kapli nechal vystavět měšťan Niklas Walther z Hofu. Kaple sv. Václava se v této době stala útočištěm nemocných poutníků. Celý komplex byl však zničen ve 14. století požárem. V roce 1414 město v čele s Niklasem Gummerauerem nechalo postavit nový kostel. V 17. století kostel prošel barokní přestavbou. Hlavní oltář byl vytvořen chebskými umělci. Kostel byl v roce 1673 zasvěcen sv. Bartoloměji. V tomto období byla přestavěna i komenda a špitál. V roce 1674 byla postavena nová kaple sv. Václava. Kapli i se špitální budovou v roce 1809 již po třetí poničil požár. Rozsáhlá oprava celého komplexu proběhla, ale až v letech 1814-1815. Špitální budova byla zcela zničená v dubnu 1945 při odpálení blízkého mostu německými jednotkami. Kostel i kaple byly také velmi poničeny. Zachráněn byl pouze kostel, který od roku 1963 patřil Galerii výtvarného umění v Chebu, která zde vystavovala gotické plastiky. V roce 1997 byl kostel opět navrácen řádu Křižovníků s červenou hvězdou. Kostel je v dnešní době veřejnosti nepřístupný, pouze lze do něho nahlédnout vstupními dveřmi přes mříž.

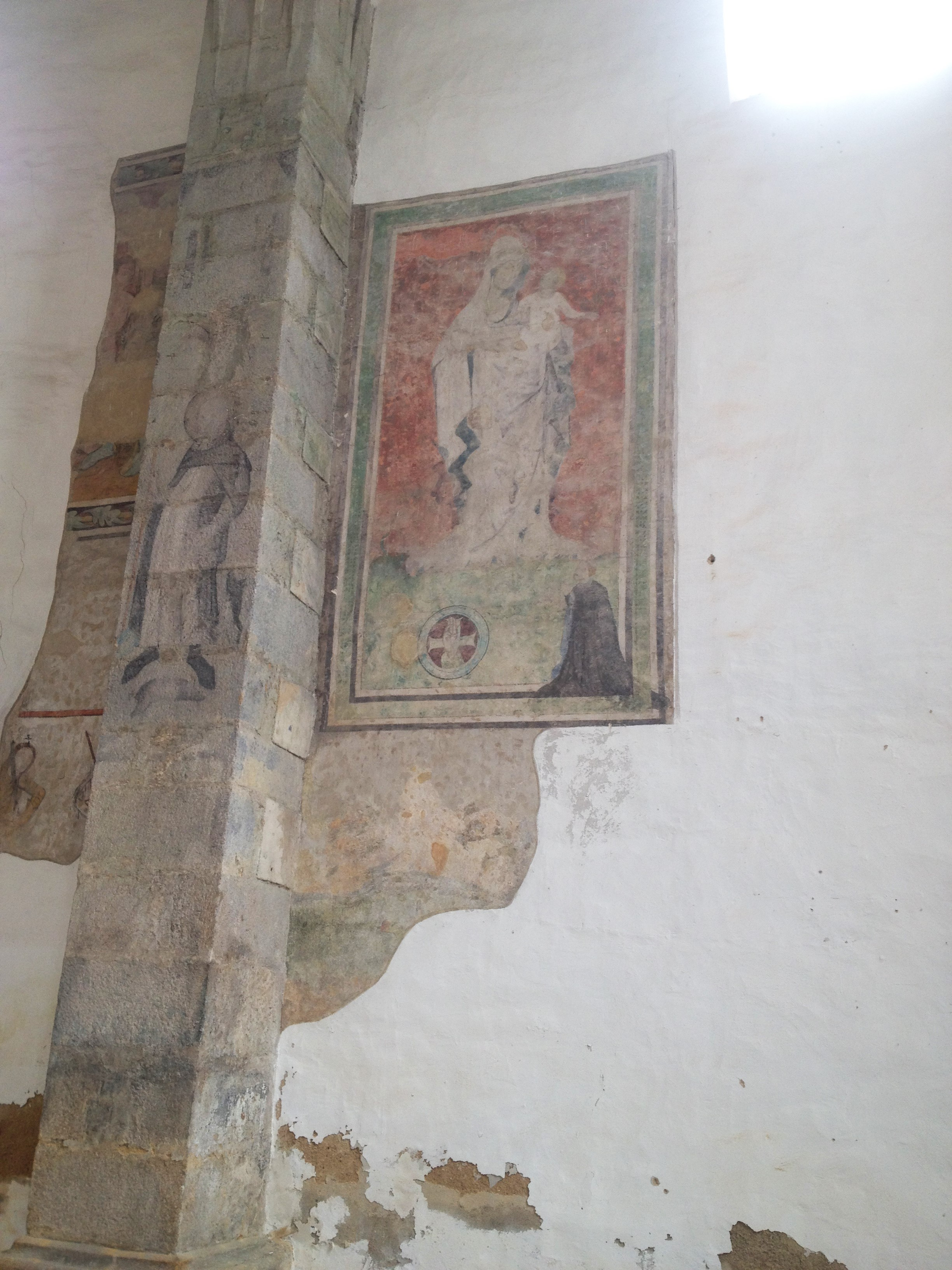
Nástěnné malby (vpravo Madona)

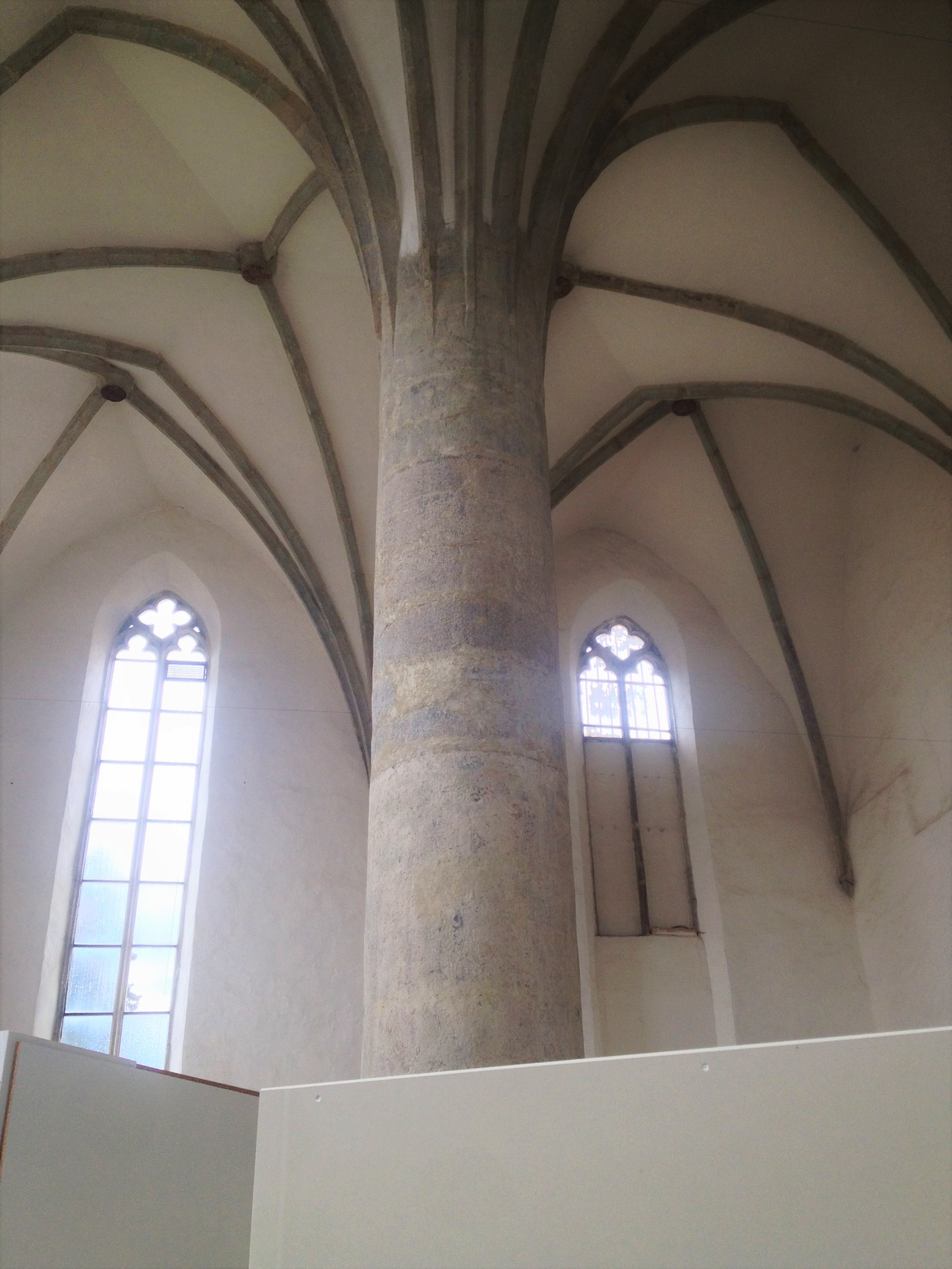
Centrální pilíř

## Interiér
Kostel má podélnou dispozici bez presbytáře. Interiér je zaklenut šesticípou obkročnou žebrovou klenbou, jež je svedena pouze do jednoho centrálního válcového sloupu. Původně však měli být sloupy dva, což naznačuje vystavěný základ druhého sloupu v podzemí kostela. Žebra klenby jsou jednoduchá klínová, která jsou při stěnách zakončena polygonálními typizovanými konzolami. Pouze na východní stěně jsou zaseknuty do jednoho vtaženého hladkého opěrného pilíře. Konzoly v severní části kostela jsou zapuštěny do zdi, což je zřejmě způsobeno tím, že byl kostel přistavěn přímo na městskou hradbu. Na severní straně kostela se nachází široké zazděné arkády. Svorníky mají vegetativní motiv, na některých se ale také nachází znak města Cheb. Výzdoba je tvořena jednotlivými obrazy votivního charakteru z různých časových období, většina je však z 15. století. Z těchto nástěnných maleb je patrné, že neexistoval žádný jednotný koncept na výzdobu interiéru kostela. Na východním hladkém pilíři je vyobrazena postava sv. Antonína poustevníka, který byl patronem proti moru. Vpravo se nachází obraz křížovníka, který vzhlíží k Madoně. Postava Madony má zahalenou hlavu a v náručí drží oblečené dítě, Ježíše Krista. Celý obraz je orámován zelenou barvou s červeným pozadím. V oknech kostela se střídají dva druhy rozet a to trojcípé a čtyřcípé. Celý kostel je podsklepen.

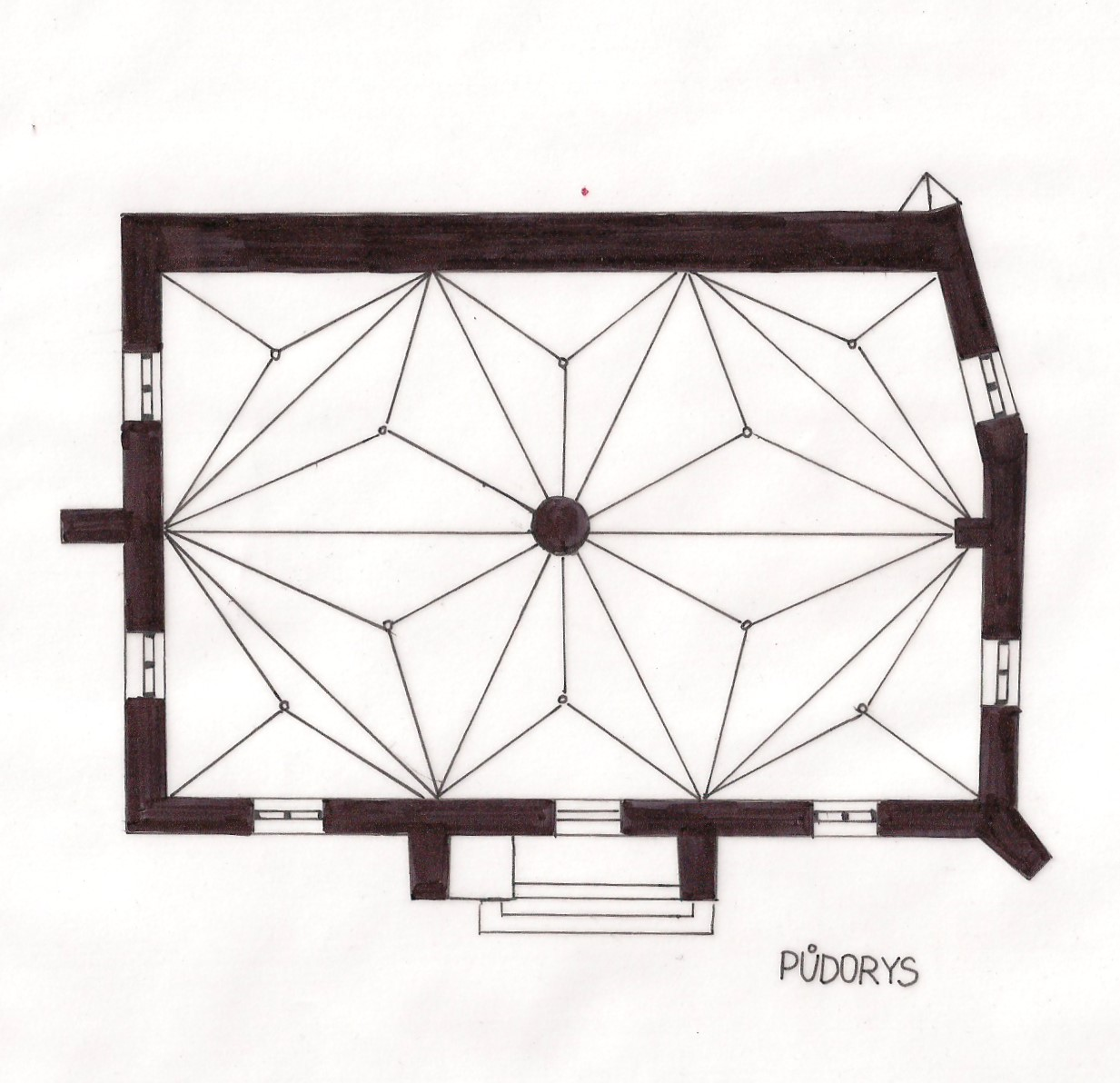
Půdorys

## Exteriér

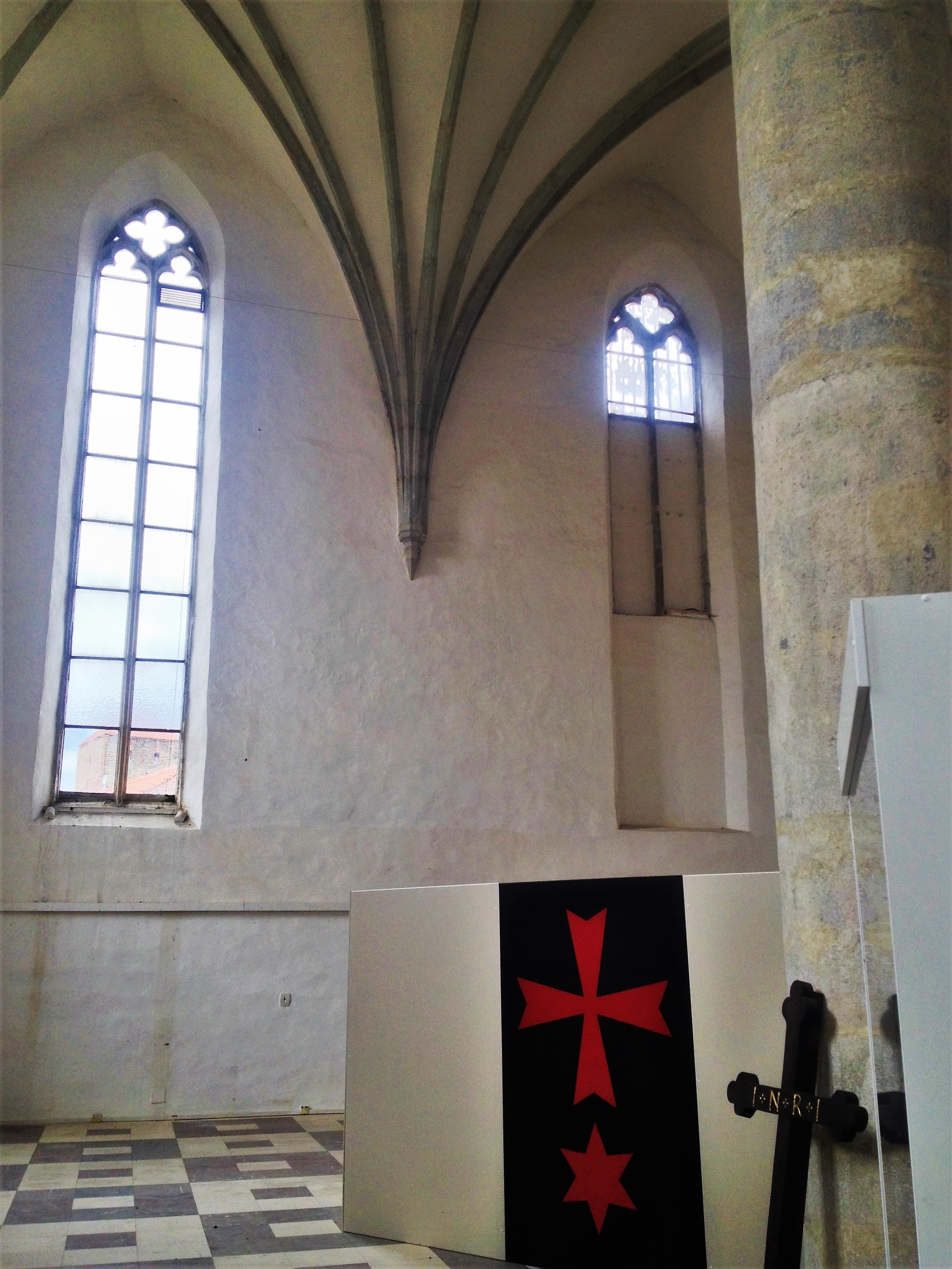
Pohled na západní stěnu kostela

Kostel sv. Bartoloměje je tvořen gotickým jednolodním prostorem se zazděnými širokými arkádami na severu. Na jižní straně kostela se nachází hlavní profilovaný portál do hrotitého oblouku a také po celé délce stěny podokenní římsa. Dále jsou v kostele dva menší gotické sedlové portály, které jsou již zazděné. Na jihovýchodním rohu a jižním průčelí kostela se nacházejí dvakrát odstupňované opěráky. Tvar východního průčelí je ovlivněn ulicí, z které dříve vedl k přímému vstupu do kostela sedlový portál, který je již zazděný. Na venkovní zdi kostela směrem k řece se nachází zbytky konzol, což naznačuje, že byl na kostel napojen další objekt. Vedle kostela se nachází jednopatrová barokní komenda, která pochází z roku 1695.

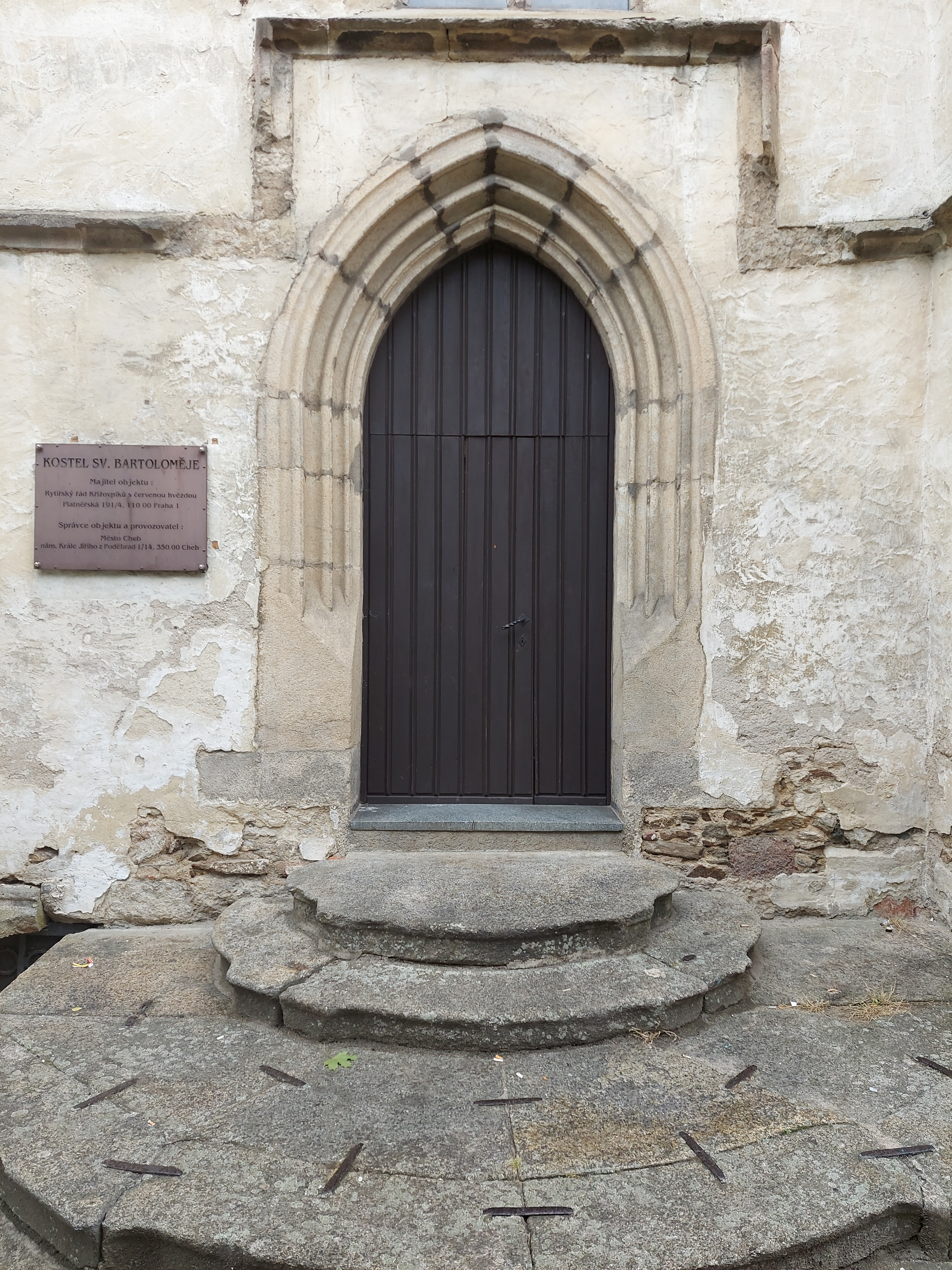
Portál kostela